# 屋根裏の彼女
『屋根裏の彼女』（やねうらのかのじょ）は、2012年12月20日にGN Softwareより発売されたPlayStation Portable用恋愛アドベンチャーゲームである 。
F&C FC01から2003年12月12日に発売された『こなたよりかなたまで』の続編に相当するが、作品舞台や登場人物は前作と異なる。前作は余命幾ばくも無い主人公がヴァンパイアと出会い「永遠の命を得るかどうか」を悩む物語だったが、本作品は主人公が意図せずにヴァンパイアとなってしまった「永遠の命を得た後」を描いている。
2013年4月26日にはWindowsPC用に移植されたアダルトゲーム版『こなかな2 Konatayori Kanatamade II』がF&C FC01より発売された。PC版では新ヒロインが1名追加され、新規シナリオやグラフィックも追加されている。

## ストーリー
（出典：）
久永永遠は平凡な学園生だったが、ある夜にヴァンパイアのフランとアレクの戦いに巻き込まれ、フランに命を助けられたものの、そのためにヴァンパイアとなってしまう。人間に戻りたいと願う永遠のためにフランは久永家の屋根裏部屋に住み込み、2人はヴァンパイアを人間に変える方法を探し始める。

## 登場人物
（出典：）

### 主人公
久永 永遠（ひさなが とわ）
本作の主人公。宮之鶴市（みやのつるし）の天仁（てんじん）学園2年。両親は既に亡く、妹の久遠と2人暮らしで、協力しながら家事や生活をこなしている。オカルト好きで、宮之鶴市で頻発している猟奇殺人事件（血を失った遺体が発見される）に興味を持っている。
特に目的もなく平凡に生きてきたが、ヴァンパイアのフランとアレクの戦いに偶然巻き込まれ、アレクの呪いを受けて死にかけてしまい、フランにヴァンパイア化されて命を助けられる。人間の環を外れヴァンパイアになってしまった自分自身に恐怖し、人間に戻る方法をフランと共に探している。
生前の母親から「命は限りがあるからこそ美しい」という教えを受けている。

### ヒロイン
フランチェスカ・バートリ（Francesca Bathory）
声：本城亜夜
T161cm/48kg B84/W56/H82 誕生日不明/血液型不明
略称はフラン。学園2年。数百年は生きているというヴァンパイアで、魔物や同族に追われて宮之鶴市にやってきた。自分とアレクの戦いに巻き込んでヴァンパイアにしてしまった永遠を人間に戻す方法を探すため、交換条件で久永家の屋根裏部屋に住むことになる。周囲の人間に暗示をかけて、自分を久永家の遠い親戚と信じ込ませ、学園でも永遠のクラスに編入する。貴族出身で高貴な考えを持ち、いつも落ち着いて冷静。ヴァンパイアと人間の共存を願っているが、人間界の常識などには疎く、時折突拍子の無い言動で永遠を困らせている。
久永 久遠（ひさなが くおん）
声：藤乃理香
T148/37 B67/W47/H65 6月3日/A
学園1年。永遠の妹で、兄と2人暮らし。周囲からは「くー」と呼ばれている。不治の病で余命は少なく、学園帰りによく病院へ通うが、自分の運命を受け入れ明るく元気に過ごしている。
常盤 千香 （ときわ ちか）
声：桐谷華
T155/46 B80/W56/H82 8月20日/B
学園2年で永遠のクラスメイト。明るく天真爛漫なムードメーカーで、永遠とは1年の時からの友達付き合い。遅刻常習犯で授業中もよく寝ているため成績は悪い。楽しければそれでよいという考えを持っており、その考えは食べ物の嗜好にも表れている。
霧島 沙希 （きりしま さき）
声：高村優里（PSP）/渋谷ひめ（PC）
T165/54 B91/W59/H88 10月10日/A
学園3年。久永家の隣に住む年上の幼馴染。世話好きで料理が得意で、よく久永家へ窓から上がり込んで食事を作っている。
エリシュカ・マンデュラ（Eliska Mandula）
声：金松由花
T152/43 B83/W54/H82 ?/?
PC版で追加されたヒロイン。略称はエリー。学園2年。最近になって学園へ転校してきた帰国子女。寡黙であまり感情を表に出さずミステリアスだが、猫好きで猫を前にすると表情が崩れる。

### サブキャラクター
アレクサンドル・ドゥミトレスク（Alexandru Dumitrescu）
声：ゆうひ
T190/100　?/?
略称はアレク。強い力と叡智を持つヴァンパイア。人間を憎んで滅ぼそうとしており、人間と共存しようとするフランとは対立している。
宇野 伊佐美（うの いさみ）
声：桃也みなみ
T160/48　B88/W58/H89　11月15日/B
久遠の主治医。若いが優秀な医師で、久永兄妹とは家族のように接している。
神楽 美琴（かぐら みこと）
声：藍川珪
T168/53　B85/W55/H83　10月23日/A
規則に厳格な退魔士で融通が利かない。魔物はもちろんヴァンパイアも敵視している。

## 世界観・用語
ヴァンパイア（吸血鬼）
永遠の時を生き、強靱な体力や回復力、人間への暗示など、様々な力を持つ。生まれた時はみな赤ん坊だが、ある年齢で成長が止まる（止まる年齢は個人差がある）。血は嗜好品のようなもので吸わなくても生きられ、吸血衝動は意志の力で抑え込むことができる。伝説にあるような十字架・ニンニク・銀などは特に苦手では無く、昼間でも外を出歩ける。
永遠はフランに血を吸われた訳ではなく、フランとの“契約”によってヴァンパイアとなった。ヴァンパイアを人間に戻す方法は一般に知られていないが、永遠はフランと共にその方法を探している。
魔物
理性を持たず超常の法則で生きる存在。人間やヴァンパイアをエサとして襲う。特に強大な魔力を持つヴァンパイアを狙い、魔の気配を辿って追ってくる。悪意を持った人間に操られることもある。
退魔士（たいまし）
魔物を討伐する役目を持つ人間。退魔士協会は数百年の歴史がある。

## スタッフ
- 原画：御奈瀬
- シナリオ：木村ころや、久風くおん、ましら、古囃ヒロ
- 音楽：ARA
- ディレクター／プログラム：弥七
- プロデューサー：藤井純生、神戸竜治

## 主題歌
PSP版オープニングテーマ「soupir d'ange」
作詞・歌 - KOTOKO / 作曲・編曲 - 井内舞子
PC版オープニングテーマ「monochrome」
作詞・歌 - KOTOKO / 作曲・編曲 - C.G.mix
PC版エンディングテーマ「あの夜を忘れない」
歌 - 葉月ゆら / 作詞・作曲・編曲 - ARA
※PC版初回特典のオリジナルサウンドトラックCDに、主題歌3曲のフルバージョンが収録されている。